# Notiomaso flavus
Notiomaso flavus là một loài nhện trong họ Linyphiidae.
Loài này thuộc chi Notiomaso. Notiomaso flavus được miêu tả năm 1954 bởi Tambs-Lyche.